# Georges Benoit (diplomate)
Pour les articles homonymes, voir Georges Benoît et Benoît.
Georges Benoit, de son nom complet Georges Charles Albin Benoit, né le 11 juin 1849 à Escoublac et mort le 6 septembre 1907 à Munich, est un diplomate et fonctionnaire de l'administration coloniale française. Il assure l'intérim du résident général de France en Tunisie de 1900 à 1901, en attendant que le titulaire Stephen Pichon puisse rejoindre son poste.

## Biographie

### Débuts dans la carrière diplomatique
Georges Benoit naît à Escoublac en 1849 de Jules Benoît. Il obtient un doctorat en droit et devient attaché au ministère de la Justice le 26 décembre 1874. Le 15 septembre 1875, il est rédacteur au bureau d'administration et de législation.
Il passe par la suite au ministère des Affaires étrangères puisqu'on le retrouve le 1er avril 1880 sous-chef de bureau faisant fonction de chef de bureau de l'Algérie, puis rédacteur à la sous-direction du personnel de son ministère dès le 11 mai 1881. Le 16 janvier 1883, il rejoint le cabinet du ministre Charles Duclerc. Il y reste un an et demi avant d'être rattaché au service contentieux de la direction politique le 31 août 1884.
Le 15 novembre 1886, il est nommé secrétaire de première classe hors cadre. C'est à cette date qu'il est muté à Tunis en tant qu'attaché à la résidence générale, alors que Paul Cambon vient d'être remplacé par Justin Massicault. Il y reste trois ans pendant lesquels il remplit les fonctions de chargé d'affaires lorsque le résident général s'absente. C'est Eugène Regnault qui le remplace quand il quitte la Tunisie.
Il rejoint Paris le 2 septembre 1889 mais s'occupe toujours des affaires tunisiennes puisqu'il est nommé sous-directeur adjoint à la sous-direction des protectorats le 20 janvier 1891 puis sous-directeur le 15 octobre 1892. Ministre plénipotentiaire de deuxième classe le 18 mai 1894, il est commissaire du gouvernement aux conférences relatives à la délimitation des sphères d'influence françaises et anglaises en Afrique du Nord qui se tiennent à partir du 15 janvier 1895. Après un passage à Mexico, qu'il rejoint le 7 janvier 1896 en tant qu'envoyé extraordinaire et ministre plénipotentiaire, il réintègre la sous-direction des protectorats, où il assiste aux sévères attaques dont le résident général en Tunisie, René Millet, est l'objet,.

### Résident général de France en Tunisie
Le 15 novembre 1900, face aux offensives politiques contre son représentant en Tunisie, le ministre des Affaires étrangères, Théophile Delcassé se résout à le rappeler précipitamment et à nommer Stephen Pichon pour le remplacer. Malheureusement, ce dernier est à Pékin où il négocie le protocole de paix mettant fin à la révolte des Boxers. En attendant qu'il puisse se libérer, Georges Benoit est désigné pour assurer l'intérim grâce à l'expérience acquise à Tunis entre 1886 et 1889 et à son poste à la sous-direction des protectorats.
C'est l'époque où un grand programme de « colonisation officielle » a été lancé. Pour pallier le manque de colons français rebutés par l'importance des fonds nécessaires pour acheter des surfaces, une caisse de « colonisation et de remploi domanial » a été mise en place pour financer des achats de terrains par le gouvernement et les redécouper en petits lots plus faciles à vendre. Cependant, face à la complexité des difficultés rencontrées par les premiers colons, une enquête est lancée par Benoit pour mieux appréhender les problèmes. Les conclusions émises au terme de ce « sondage » seront utilisées par ses successeurs pour assurer la réussite du programme.
Un réservoir de futures surfaces à coloniser se trouve dans les terres collectives des tribus qui n'ont jamais été répertoriées alors qu'on estime qu'elles couvrent les deux tiers de la superficie du pays. Le décret du 14 janvier 1901 prescrit de délimiter ces terres de pacage et de parcours afin « d'en définir la situation juridique ainsi que les conditions auxquelles pourra y être constituée la propriété privative ». Quant aux tribus qui y vivent, on ne leur accorde que le droit de jouissance, malgré les quelques titres de propriété qui sont rejetés pour cause d'imprécision. Les conséquences de ce décret créeront de multiples polémiques jusqu'en 1935.
Peu de réformes d'envergure sont réalisées pendant cet intérim. Les réorganisations entreprises dans les années précédentes sont menées à leur terme, tel le recensement des oliviers et des dattiers qui avait été commencé en 1894 et dont le but est d'obtenir de meilleures rentrées fiscales. De même, on continue à mettre en place les administrations municipales en leur concédant des revenus fiscaux afin qu'elles puissent établir un budget autonome.
Les travaux d'infrastructures sont poursuivis ; le réseau de routes empierrées passe de 1 990 à 2 130 kilomètres. Des négociations sont entreprises pour réaliser la voie de chemin de fer entre la gare d'El Fahs et Kalaat Senan, avec embranchement vers Le Kef. Les travaux du tramway électrique entre Tunis et La Manouba sont achevés ainsi que l'extension du lycée Carnot de Tunis.
Vingt ans après l'instauration du protectorat, le pays reste calme et sa situation économique est montrée en exemple. Les attaques des partisans de l'annexion perdent en vigueur face aux multiples preuves que la Tunisie peut se gérer par ses propres moyens, sans avoir besoin d'intervention de la métropole. Georges Benoit profite de l'année passée dans la régence pour terminer l'organisation financière du pays. Le 15 juin 1901, il ne craint pas d'affirmer que « les budgets présents de la Tunisie n'ont rien à envier, pour la clarté et l'ordonnance, aux budgets de la métropole ». C'est une manière de répondre au député André Berthelot qui avait affirmé en novembre 1900 à la Chambre des députés que « l'autonomie financière a donné en Tunisie de pitoyables résultats : exagération des impôts, pullulement de fonctionnaires, concessions onéreuses pour la colonie, désordres dans les comptes, etc. Il ne convient pas à un parlement républicain de constituer en Afrique des pachaliks à la turque ».
Les négociations ayant pris fin à Pékin le 7 septembre 1901, Stephen Pichon peut rejoindre son poste à Tunis le 21 décembre 1901. En récompense de ses services, Georges Benoit est nommé ministre plénipotentiaire de première classe le 10 décembre. Il rejoint alors Belgrade en tant qu'envoyé extraordinaire. Il décède à Munich le 6 septembre 1907.

## Distinctions
Georges Benoit est nommé chevalier de la Légion d'honneur le 16 juillet 1887 et élevé au grade d'officier le 5 février 1895.